# Efferia suspiciosa
Efferia suspiciosa är en tvåvingeart som beskrevs av Scarbrough och Perez-gelabert 2009. Efferia suspiciosa ingår i släktet Efferia och familjen rovflugor. Inga underarter finns listade i Catalogue of Life.